# Djambala
Djambala es una localidad de la República del Congo, chef-lieu del departamento de Plateaux en el centro del país. Dentro del departamento está constituida administrativamente como un distrito.
Situada cerca de la reserva de Léfini, el distrito tenía 24.734 habitantes en 2023, fecha del último censo oficial del país.
Fue fundada en 1913 por un explorador francés llamado Gondrand.
Se ubica en el oeste del departamento, unos 100 km al oeste de la carretera nacional N2 por la carretera P26.

## Clima
| Parámetros climáticos promedio de Djambala (extremos 1941–presente) | Parámetros climáticos promedio de Djambala (extremos 1941–presente) | Parámetros climáticos promedio de Djambala (extremos 1941–presente) | Parámetros climáticos promedio de Djambala (extremos 1941–presente) | Parámetros climáticos promedio de Djambala (extremos 1941–presente) | Parámetros climáticos promedio de Djambala (extremos 1941–presente) | Parámetros climáticos promedio de Djambala (extremos 1941–presente) | Parámetros climáticos promedio de Djambala (extremos 1941–presente) | Parámetros climáticos promedio de Djambala (extremos 1941–presente) | Parámetros climáticos promedio de Djambala (extremos 1941–presente) | Parámetros climáticos promedio de Djambala (extremos 1941–presente) | Parámetros climáticos promedio de Djambala (extremos 1941–presente) | Parámetros climáticos promedio de Djambala (extremos 1941–presente) | Parámetros climáticos promedio de Djambala (extremos 1941–presente) |
| Mes                                                                 | Ene.                                                                | Feb.                                                                | Mar.                                                                | Abr.                                                                | May.                                                                | Jun.                                                                | Jul.                                                                | Ago.                                                                | Sep.                                                                | Oct.                                                                | Nov.                                                                | Dic.                                                                | Anual                                                               |
| ------------------------------------------------------------------- | ------------------------------------------------------------------- | ------------------------------------------------------------------- | ------------------------------------------------------------------- | ------------------------------------------------------------------- | ------------------------------------------------------------------- | ------------------------------------------------------------------- | ------------------------------------------------------------------- | ------------------------------------------------------------------- | ------------------------------------------------------------------- | ------------------------------------------------------------------- | ------------------------------------------------------------------- | ------------------------------------------------------------------- | ------------------------------------------------------------------- |
| Temp. máx. abs. (°C)                                                | 31.5                                                                | 32.7                                                                | 33.0                                                                | 33.7                                                                | 39.6                                                                | 30.8                                                                | 37.2                                                                | 35.4                                                                | 33.6                                                                | 35.0                                                                | 37.1                                                                | 31.5                                                                | 39.6                                                                |
| Temp. máx. media (°C)                                               | 27.6                                                                | 27.8                                                                | 28.4                                                                | 28.5                                                                | 27.6                                                                | 26.9                                                                | 26.2                                                                | 27.0                                                                | 27.0                                                                | 26.6                                                                | 27.1                                                                | 27.1                                                                | 27.3                                                                |
| Temp. media (°C)                                                    | 23.3                                                                | 23.2                                                                | 23.6                                                                | 23.8                                                                | 23.3                                                                | 22.2                                                                | 21.2                                                                | 22.0                                                                | 22.6                                                                | 22.7                                                                | 22.8                                                                | 22.8                                                                | 22.8                                                                |
| Temp. mín. media (°C)                                               | 19.2                                                                | 19.2                                                                | 19.3                                                                | 19.6                                                                | 19.5                                                                | 17.9                                                                | 16.8                                                                | 17.0                                                                | 18.3                                                                | 18.9                                                                | 19.0                                                                | 19.1                                                                | 18.6                                                                |
| Temp. mín. abs. (°C)                                                | 15.0                                                                | 12.8                                                                | 14.9                                                                | 16.0                                                                | 15.3                                                                | 12.5                                                                | 12.1                                                                | 12.6                                                                | 15.1                                                                | 15.4                                                                | 14.8                                                                | 12.8                                                                | 12.1                                                                |
| Precipitación total (mm)                                            | 211                                                                 | 190                                                                 | 265                                                                 | 252                                                                 | 200                                                                 | 27                                                                  | 11                                                                  | 37                                                                  | 144                                                                 | 277                                                                 | 264                                                                 | 244                                                                 | 2122                                                                |
| Días de precipitaciones (≥ 0.1 mm)                                  | 17                                                                  | 15                                                                  | 19                                                                  | 19                                                                  | 15                                                                  | 3                                                                   | 1                                                                   | 4                                                                   | 11                                                                  | 20                                                                  | 21                                                                  | 19                                                                  | 164                                                                 |
| Horas de sol                                                        | 151.9                                                               | 146.9                                                               | 158.1                                                               | 156.0                                                               | 167.4                                                               | 168.0                                                               | 158.1                                                               | 151.9                                                               | 129.0                                                               | 130.2                                                               | 129.0                                                               | 139.5                                                               | 1786                                                                |
| Humedad relativa (%)                                                | 80                                                                  | 83                                                                  | 83                                                                  | 83                                                                  | 84                                                                  | 82                                                                  | 80                                                                  | 76                                                                  | 80                                                                  | 85                                                                  | 86                                                                  | 86                                                                  | 82                                                                  |
| Fuente n.º 1: Deutscher Wetterdienst                                |                                                                     |                                                                     |                                                                     |                                                                     |                                                                     |                                                                     |                                                                     |                                                                     |                                                                     |                                                                     |                                                                     |                                                                     |                                                                     |
| Fuente n.º 2: Meteo Climat (record highs and lows)                  |                                                                     |                                                                     |                                                                     |                                                                     |                                                                     |                                                                     |                                                                     |                                                                     |                                                                     |                                                                     |                                                                     |                                                                     |                                                                     |